# Table à langer

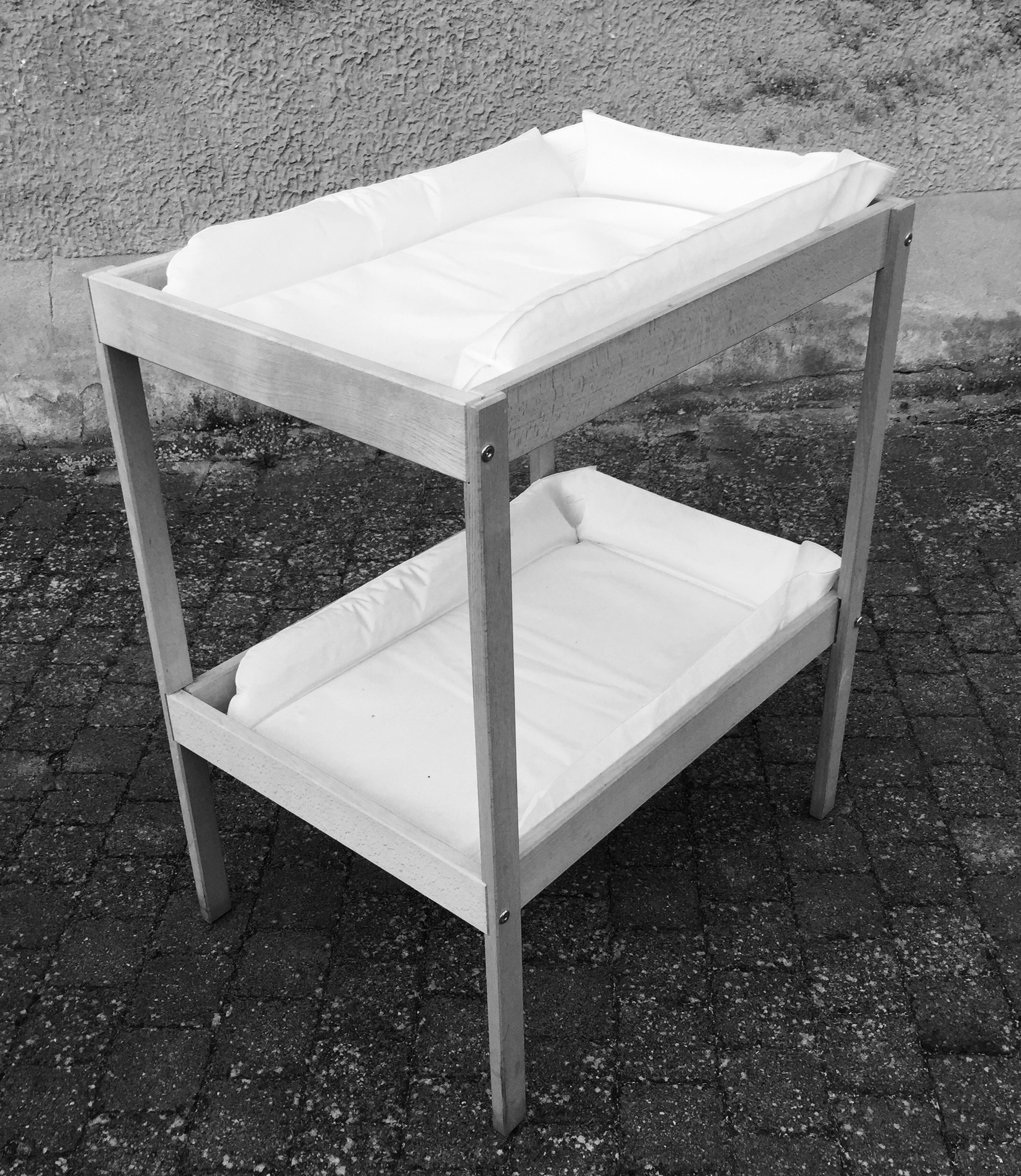
Une table à langer.

Une table à langer est un type de table conçu pour permettre à une personne s'occupant d'un nourrisson (typiquement, ses parents ou une nourrice) de l'y allonger pour changer ses couches, lorsqu'elles sont trempées ou sales voire les deux en même temps.

## Description
Une table à langer peut ne pas être équipée de pieds et ne pas constituer une table à part entière, mais plutôt une simple plateforme à fixer au mur, ou à poser sur une table dont ce n'est pas la fonction première, ou sur toute autre surface plane (le dessus d'une machine à laver par exemple) ; une table à langer peut d'ailleurs être improvisée sur de telles surfaces, en y déroulant simplement une couverture ou une serviette.
Les tables à langer peuvent être pourvues d'espaces de rangement pour les accessoires nécessaires au change (les couches propres, le talc, la poubelle pour jeter les couches trempées ou sales, etc.), et sont parfois chauffées.
On trouve des tables à langer au domicile des particuliers s'occupant d'un nouveau-né, dans la chambre où il dort ou dans la salle de bain, mais aussi dans les maternités et dans certains lieux publics, notamment dans les toilettes pour femmes.
La chute d'un bébé du haut de la table à langer constitue un risque d'accident domestique.